# Proasellus spinipes
Proasellus spinipes is een pissebed uit de familie Asellidae. De wetenschappelijke naam van de soort is voor het eerst geldig gepubliceerd in 1979 door Odette Afonso.